# جون تودور
جون تودور (بالإنجليزية: John Tudor)‏ (25 يونيو 1946 في المملكة المتحدة - فبراير 2025) هو لاعب كرة قدم بريطاني في مركز الهجوم. لعب مع ستوك سيتي وشيفيلد يونايتد وكوفنتري سيتي ونادي غينت ونيوكاسل يونايتد ونادي غيتزهد وإيكستون تاون ‏.

## وصلات خارجية
- جون تودور على موقع قاعدة بيانات كرة القدم.إي يو (الإنجليزية)